# Zignoëlla seriata
Zignoëlla seriata är en svampart som först beskrevs av Curr., och fick sitt nu gällande namn av Pier Andrea Saccardo 1883. Zignoëlla seriata ingår i släktet Zignoëlla och familjen Chaetosphaeriaceae.   Inga underarter finns listade i Catalogue of Life.